# Производственный корпус телефонного завода Русского акционерного общества «Л.М. Эриксон и К°»
Производственный корпус телефонного завода Русского акционерного общества «Л. М. Эриксон и К°» — памятник архитектуры в Санкт-Петербурге, современный адрес дома — Большой Сампсониевский проспект, 60, Гельсингфорсская улица, 2 корпус 1.

## История

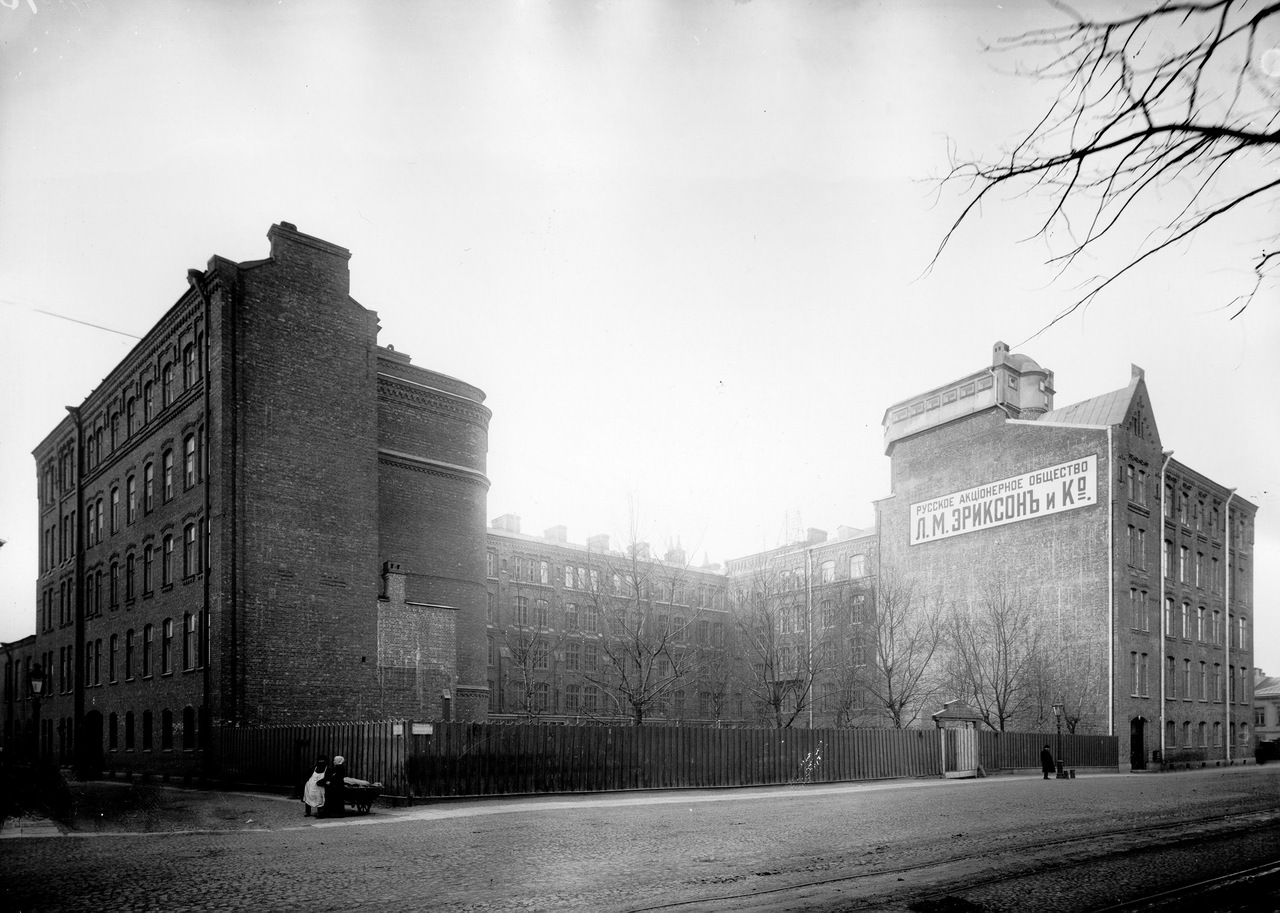
Фотография корпуса со стороны двора до постройки мансардного этажа, 1912 год.

Шведская компания «Эриксон» была основана в Стокгольме в 1876 году. Свою первую телефонную станцию компания LME поставила в Россию в 1893 году для Киевской телефонной сети. В 1897 году арендовала помещения на Васильевском острове. После расширения производства стала нуждаться в новом здании. Проект производственных построек был разработан архитектором К. К. Шмидтом в 1898—1899 годах.
К 1900 году петербургская мастерская окончательно переехала из арендованных помещений в собственное здание на Большом Сампсониевским проспекте, в строительство которого было вложено около миллиона крон. Это была первая зарубежная фабрика LME, на открытие которой приехал сам Ларс Эрикссон. Новая фабрика приступила к выпуску телефонных аппаратов и ручных коммутаторов.
Строительство шло в несколько этапов. На угловом участке до декабря 1900 года было построено пятиэтажное здание в восемь осей (тогда же было построено ещё три одноэтажных корпуса), в 1910-е годы его удлинили примерно втрое, в 1914 году была надстроена мансарда.
После 1919 года территория национализированного завода расширялась, на присоединённых участках были построены новые цеха. Так, в 1933 году объявлялось о расширении территории завода в три раза.

## Внешний вид
Главный корпус сохранился почти без искажений (искажён пристройками западный фасад первого корпуса, второй и четвёртый корпуса надстроены до трёх этажей с частичной утратой архитектурного образа). Построен в кирпичном стиле, состоит из шестиэтажных флигелей, образующих внутренний прямоугольный двор. Над зданием возвышается лестничная клетка с водозаборным баком, в структуре здания использованы монолитные конструкции из железобетона. Инновацией для того времени было использование железобетонных арок-рёбер, разгруженных стойками, для постройки мансарды; в замки арок встроен продольный световой фонарь.
Две лестничные клетки выделены на фасадах треугольными щипцами, с помощью подобранного масштаба и пропорций остекления, простенков, межэтажных декоративных кирпичных тяг, поребриков и завершения карниза пропорциональное протяжённое здание производит экспрессивное, а не монотонное впечатление. Также проработаны и детали фасада со стороны двора. Историк архитектуры Б. М. Кириков в книге «Петербург немецких архитекторов. От барокко до авангарда» отмечал, что при создании здания на Шмидта повлияли Виктор Шрётер и Иероним Китнер.
В северном флигеле расположена парадная лестничная клетка с необычной для завода отделкой. Марши ограждены металлическим прутом, обвитым стеблями с листьями, что характерно для модерна, в том же стиле оформлены сохранившиеся двери пассажирского лифта.
Главное производственное здание было перепрофилировано под офисы с устройством новых лифтов во дворе, реставрацией парадной лестницы и фасадов, мощением двора.